# Tajlandia na Letnich Igrzyskach Olimpijskich 2020
Tajlandię na Letnich Igrzyskach Olimpijskich 2020 reprezentowało 41 zawodników : 15 mężczyzn i 26 kobiet. Był to 17 start reprezentacji Tajlandi na letnich igrzyskach olimpijskich.

## Zdobyte medale[3]
| Medal | Zawodnik               | Dyscyplina | Konkurencja               | Rezultat                                                     | Data       |
| ----- | ---------------------- | ---------- | ------------------------- | ------------------------------------------------------------ | ---------- |
| Złoto | Panipak Wongpattanakit | Taekwondo  | kategoria do 49 kg kobiet | W finale pokonała reprezentantkę Hiszpanii Adriana Cerezo    | 24 lipca   |
| Brąz  | Sudaporn Seesondee     | Boks       | waga lekka kobiet         | W półfinale uległa reprezentantce Irlandii Kellie Harrington | 5 sierpnia |

## Skład kadry

### Badminton
| Zawodnik                                       | Konkurencja        | Faza grupowa                                      | Faza grupowa                                  | Faza grupowa                                | Pozycja | 1/8                            | Ćwierćfinały                                 | Półfinały        | Finał            | Finał   | Źródło                        |
| Zawodnik                                       | Konkurencja        | Przeciwnik Wynik                                  | Przeciwnik Wynik                              | Przeciwnik Wynik                            | Pozycja | Przeciwnik Wynik               | Przeciwnik Wynik                             | Przeciwnik Wynik | Przeciwnik Wynik | Pozycja | Źródło                        |
| ---------------------------------------------- | ------------------ | ------------------------------------------------- | --------------------------------------------- | ------------------------------------------- | ------- | ------------------------------ | -------------------------------------------- | ---------------- | ---------------- | ------- | ----------------------------- |
| Kantaphon Wangcharoen                          | gra pojedyncza (m) | Schäfer 2:0 (21-13, 21-15)                        | Penty 0:2 (19-21, 12-21)                      | N\A                                         | 2.      | NQ                             | NQ                                           | NQ               | NQ               | 15.     | [ 4 ] [ 5 ] [ 6 ]             |
| Busanan Ongbamrungphan                         | gra pojedyncza (k) | Macías 2:0 (21-4, 21-9)                           | Kuuba 2:0 (21-16, 21-12)                      | N\A                                         | 1.      | An Se-young 0:2 (15-21, 15-21) | NQ                                           | NQ               | NQ               | 9.'     | [ 7 ] [ 8 ] [ 4 ] [ 5 ] [ 9 ] |
| Ratchanok Intanon                              | gra pojedyncza (k) | Sárosi 2:0 (21-5, 21-10)                          | Cheah Su Ya 2:1 (19-21, 21-18, 21-10)         | N\A                                         | 1.      | Tunjung 2:0 (21-12, 21-19)     | Tai Tzu-ying 1:2 (21-14, 18-21, 18-21)       | NQ               | NQ               | 5.      | [ 7 ] [ 8 ] [ 4 ] [ 5 ] [ 9 ] |
| Jongkolphan Kititharakul Rawinda Prajongjai    | gra podwójna (m)   | Chen Qingchen Jia Yifan 0:2 (6-21, 10-21)         | Kim So-yeong Kong Hee-yong 0:2 (19-21, 22-24) | G.Stoеwa S.Stoеwa 1:2 (11-21, 21-16, 17-21) | 4.      | N/A                            | NQ                                           | NQ               | NQ               | 9.      | [ 7 ] [ 4 ] [ 8 ] [ 10 ]      |
| Dechapol Puavaranukroh Sapsiree Taerattanachai | mikst              | Joshua Hurlburt-Yu Josephine Wu 2:0 (21-13, 21-6) | Gicquel Delrue 2:0 (21-9, 21-15)              | Ellis Smith 0:2 (17-21, 19-21)              | 2.      | N/A                            | Watanabe Higashino 1:2 (21-15, 16-21, 14-21) | NQ               | NQ               | 5.      | [ 7 ] [ 4 ] [ 11 ] [ 12 ]     |

### Boks
| Zawodnik              | Konkurencja            | 1/16             | 1/8              | Ćwierćfinał      | Półfinał         | Finał            | Finał   | Źródło |
| Zawodnik              | Konkurencja            | Przeciwnik Wynik | Przeciwnik Wynik | Przeciwnik Wynik | Przeciwnik Wynik | Przeciwnik Wynik | Miejsce | Źródło |
| --------------------- | ---------------------- | ---------------- | ---------------- | ---------------- | ---------------- | ---------------- | ------- | ------ |
| Chatchai-decha Butdee | waga piórkowa mężczyzn | McGrail W 5-0    | Cuello W 4-1     | Álvarez P 2-3    | NQ               | NQ               | 5.      | [ 13 ] |
| Jutamas Jitpong       | waga musza kobiet      | Boualam W 5-0    | Magno W 5-0      | Çakıroğlu P 0-5  | NQ               | NQ               | 5.      | [ 14 ] |
| Sudaporn Seesondee    | waga lekka kobiet      | Palacios W 5-0   | Kaur W 5-0       | Dubois W 3-2     | Harrington P 2-3 | NQ               | brąz    | [ 15 ] |
| Baison Manikon        | waga półśrednia kobiet | Dałgatowa W 4-1  | Gu Hong P 0-5    | NQ               | NQ               | NQ               | 9.      | [ 16 ] |

### Golf
| Zawodnik             | Konkurencja | Runda 1 | Runda 2 | Runda 3 | Runda 4 | Łącznie | Łącznie | Łącznie | Źródło |
| Zawodnik             | Konkurencja | Wynik   | Wynik   | Wynik   | Wynik   | Wynik   | Par     | Pozycja | Źródło |
| -------------------- | ----------- | ------- | ------- | ------- | ------- | ------- | ------- | ------- | ------ |
| Patty Tavatanakit    | kobiety     | 71      | 71      | 69      | 68      | 279     | - 5     | 23.     | [ 17 ] |
| Ariya Jutanugarn     | kobiety     | 77      | 67      | 69      | 72      | 285     | + 1     | 43.     | [ 17 ] |
| Jazz Janewattananond | Mężczyźni   | 64      | 71      | 72      | 68      | 275     | - 9     | 27.     | [ 18 ] |
| Gunn Charoenkul      | Mężczyźni   | 71      | 71      | 71      | 67      | 280     | - 4     | 45.     | [ 18 ] |

### Jeździectwo
| Zawodnik                                                    | Konkurencja   | Koń                                      | Ujeżdżenie        | Cross country | Skoki (runda kwalifikacyjna) | Razem | Skoki (runda finałowa) | Finał   | Pozycja | Źródło |
| ----------------------------------------------------------- | ------------- | ---------------------------------------- | ----------------- | ------------- | ---------------------------- | ----- | ---------------------- | ------- | ------- | ------ |
| Korntawat Samran                                            | indywidualnie | Bonero K                                 | 32,50             | EL            | EL                           | EL    | EL                     | EL      | EL      | [ 19 ] |
| Weerapat Pitakanonda                                        | indywidualnie | Carnival March                           | 38,20             | EL            | EL                           | EL    | EL                     | EL      | EL      | [ 19 ] |
| Arinadtha Chavatanont                                       | indywidualnie | Boleybawn Prince                         | 42,40             | EL            | EL                           | EL    | EL                     | EL      | EL      | [ 19 ] |
| Korntawat Samran Weerapat Pitakanonda Arinadtha Chavatanont | drużynowo     | Bonero K Carnival March Boleybawn Prince | 32,50 38,20 42,40 | 200,00        | 100,00                       | N/A   | NQ                     | 1013,10 | 15.     | [ 20 ] |

### Judo
| Zawodnik           | Konkurencja | 1/16                | 1/8                 | Ćwierćfinał         | Półfinał            | Repasaże            | Finał / 3.miejsce   | Finał / 3.miejsce | Źródła |
| Zawodnik           | Konkurencja | Przeciwniczka Wynik | Przeciwniczka Wynik | Przeciwniczka Wynik | Przeciwniczka Wynik | Przeciwniczka Wynik | Przeciwniczka Wynik | Pozycja           | Źródła |
| ------------------ | ----------- | ------------------- | ------------------- | ------------------- | ------------------- | ------------------- | ------------------- | ----------------- | ------ |
| Kachakorn Warasiha | -52 kg (k)  | Iraoui P 00-10      | NQ                  | NQ                  | NQ                  | NQ                  | NQ                  | 17.               | [ 21 ] |

### Kajakarstwo
| Zawodnik           | Konkurencja   | Eliminacje | Eliminacje | Ćwierćfinały | Ćwierćfinały | Półfinały | Półfinały | Finał A/B | Finał A/B | Pozycja | Źródło |
| Zawodnik           | Konkurencja   | Czas       | Pozycja    | Czas         | Pozycja      | Czas      | Pozycja   | Czas      | Pozycja   | Pozycja | Źródło |
| ------------------ | ------------- | ---------- | ---------- | ------------ | ------------ | --------- | --------- | --------- | --------- | ------- | ------ |
| Orasa Thiangkathok | C-1 200 m (k) | 48,262     | 5.         | 48,559       | 5.           | NQ        | NQ        | NQ        | NQ        | NQ      | [ 22 ] |

### Kolarstwo

#### Kolarstwo szosowe
| Zawodnik          | Konkurencja                    | Czas | Pozycja | Źródło |
| ----------------- | ------------------------------ | ---- | ------- | ------ |
| Jutatip Maneephan | wyścig ze startu wspólnego (k) | DNF  | DNF     | [ 23 ] |

#### Kolarstwo BMX
Wyścig
| Zawodnik                 | Konkurencja | Ćwierćfinał | Ćwierćfinał | Półfinał | Półfinał | Finał | Finał   | Pozycja | Źródło |
| Zawodnik                 | Konkurencja | Wynik       | Miejsce     | Wynik    | Miejsce  | Wynik | Miejsce | Pozycja | Źródło |
| ------------------------ | ----------- | ----------- | ----------- | -------- | -------- | ----- | ------- | ------- | ------ |
| Chutikan Kitwanitsathian | kobiety     | 18          | 6.          | NQ       | NQ       | NQ    | NQ      | 23.     | [ 24 ] |

### Lekkoatletyka
| Zawodnik         | Konkurencja      | Eliminacje | Eliminacje | Finał    | Finał   | Źródło |
| Zawodnik         | Konkurencja      | Wynik      | Miejsce    | Wynik    | Miejsce | Źródło |
| ---------------- | ---------------- | ---------- | ---------- | -------- | ------- | ------ |
| Kieran Tuntivate | 10 000 m (m)     | N/A        | N/A        | 29:01,92 | 23.     | [ 25 ] |
| Subenrat Insaeng | rzut dyskiem (k) | 59,23      | 18.        | NQ       | NQ      | [ 26 ] |

### Pływanie
| Zawodnik             | Konkurencja          | Eliminacje | Eliminacje | Półfinał | Półfinał | Finał | Finał   | Źródło |
| Zawodnik             | Konkurencja          | Czas       | Miejsce    | Czas     | Miejsce  | Czas  | Miejsce | Źródło |
| -------------------- | -------------------- | ---------- | ---------- | -------- | -------- | ----- | ------- | ------ |
| Navaphat Wongcharoen | 100 m motylkowym (m) | 54,36      | 50.        | NQ       | NQ       | NQ    | NQ      | [ 27 ] |
| Navaphat Wongcharoen | 200 m motylkowym (m) | 2:01,43    | 36.        | NQ       | NQ       | NQ    | NQ      | [ 28 ] |
| Jenjira Srisa-Ard    | 50 m dowolnym (k)    | 25,97      | 37.        | NQ       | NQ       | NQ    | NQ      | [ 29 ] |
| Jenjira Srisa-Ard    | 100 m dowolnym (k)   | 57,42      | 42.        | NQ       | NQ       | NQ    | NQ      | [ 30 ] |

### Strzelectwo
| Zawodnik                   | Konkurencja                 | Kwalifikacje | Kwalifikacje | Finał | Finał   | Źródło        |
| Zawodnik                   | Konkurencja                 | Wynik        | Pozycja      | Wynik | Pozycja | Źródło        |
| -------------------------- | --------------------------- | ------------ | ------------ | ----- | ------- | ------------- |
| Isaranuudom Phurihiranphat | pistolet szybkostrzelny (m) | 570-13x      | 20.          | NQ    | NQ      | [ 31 ]        |
| Tanyaporn Prucksakorn      | pistolet pneumatyczny (k)   | 570-18x      | 22.          | NQ    | NQ      | [ 32 ] [ 33 ] |
| Naphaswan Yangpaiboon      | pistolet pneumatyczny (k)   | 560-13x      | 39.          | NQ    | NQ      | [ 32 ] [ 33 ] |
| Tanyaporn Prucksakorn      | pistolet sportowy (k)       | 583-19x      | 10.          | NQ    | NQ      | [ 34 ]        |
| Naphaswan Yangpaiboon      | pistolet sportowy (k)       | 580-17x      | 17.          | NQ    | NQ      | [ 34 ]        |
| Isarapa Imprasertsuk       | skeet (k)                   | 120+6        | 4.           | 36    | 4.      | [ 35 ] [ 36 ] |
| Sutiya Jiewchaloemmit      | skeet (k)                   | 118          | 11.          | NQ    | NQ      | [ 35 ] [ 36 ] |
| Savate Sresthaporn         | trap (m)                    | 121          | 17.          | NQ    | NQ      | [ 37 ]        |

### Taekwondo
| Zawodnik               | Konkurencja     | 1/8              | Ćwierćfinał                  | Półfinał         | Repesaż          | Finał/3.miejsce  | Finał/3.miejsce | Źródło |
| Zawodnik               | Konkurencja     | Przeciwnik Wynik | Przeciwnik Wynik             | Przeciwnik Wynik | Przeciwnik Wynik | Przeciwnik Wynik | Pozycja         | Źródło |
| ---------------------- | --------------- | ---------------- | ---------------------------- | ---------------- | ---------------- | ---------------- | --------------- | ------ |
| Ramnarong Sawekwiharee | -58 kg mężczyzn | Khalil W 23-7    | Dell’Aquila P 17-37          | NQ               | Salim P 22-43    | NQ               | 7.              | [ 38 ] |
| Panipak Wongpattanakit | -49 kg kobiet   | Semberg W 29-5   | Trương Thị Kim Tuyền W 20-11 | Yamada W 34-12   | N/A              | Cerezo W 10-11   | złoto           | [ 39 ] |

### Tenis stołowy
| Zawodnik             | Konkurencja        | Eliminacje       | Runda 1          | Runda 2          | Runda 3          | 1/8 finału       | Ćwierćfinały     | Półfinały        | Finał            | Finał   | Źródło |
| Zawodnik             | Konkurencja        | Przeciwnik Wynik | Przeciwnik Wynik | Przeciwnik Wynik | Przeciwnik Wynik | Przeciwnik Wynik | Przeciwnik Wynik | Przeciwnik Wynik | Przeciwnik Wynik | Pozycja | Źródło |
| -------------------- | ------------------ | ---------------- | ---------------- | ---------------- | ---------------- | ---------------- | ---------------- | ---------------- | ---------------- | ------- | ------ |
| Orawan Paranang      | gra pojedyncza (k) | N/A              | Díaz W 4-0       | Matelová W 4-2   | Ishikawa P 2-4   | NQ               | NQ               | NQ               | NQ               | 17.     | [ 40 ] |
| Suthasini Sawettabut | gra pojedyncza (k) | N/A              | N/A              | Vega W 4-0       | Samara W 4-1     | Itō P 0-4        | NQ               | NQ               | NQ               | 9.      | [ 40 ] |

### Wioślarstwo
| Zawodnik                        | Konkurencja | Eliminacje | Eliminacje | Repasaż | Repasaż | Półfinały | Półfinały | Finał   | Finał      | Miejsce | Źródło |
| Zawodnik                        | Konkurencja | Czas       | M.         | Czas    | M.      | Czas      | M.        | Czas    | M.         | Miejsce | Źródło |
| ------------------------------- | ----------- | ---------- | ---------- | ------- | ------- | --------- | --------- | ------- | ---------- | ------- | ------ |
| Siwakorn Wongpin Nawamin Deenoi | LM2x        | 7:07,05    | 6.         | 7:20,50 | 6.      | N/A       | N/A       | 6:56,13 | 6. Finał C | 18.     | [ 41 ] |

### Żeglarstwo
| Zawodnik                 | Konkurencja  | Wyścig | Wyścig | Wyścig | Wyścig | Wyścig | Wyścig | Wyścig | Wyścig | Wyścig | Wyścig | Wyścig | Wyścig | Wyścig | Punkty | Finałowa pozycja | Źródło |
| Zawodnik                 | Konkurencja  | 1      | 2      | 3      | 4      | 5      | 6      | 7      | 8      | 9      | 10     | 11     | 12     | M*     | Punkty | Finałowa pozycja | Źródło |
| ------------------------ | ------------ | ------ | ------ | ------ | ------ | ------ | ------ | ------ | ------ | ------ | ------ | ------ | ------ | ------ | ------ | ---------------- | ------ |
| Kamolwan Chanyim         | Laser Radial | 27     | 32     | 36     | 32     | 38     | 37     | 29     | 36     | 35     | 34     | N/A    | N/A    | NQ     | 298    | 38.              | [ 42 ] |
| Siripon Kaewduang-ngam   | RS:X         | 10     | 20     | 10     | 17     | 19     | 14     | 21     | 16     | 15     | 17     | 18     | 15     | NQ     | 171    | 17.              | [ 43 ] |
| Natthaphong Phonoppharat | RS:X         | 24     | 24     | 25     | 24     | 26 DNF | 20     | 24     | 21     | 24     | 24     | 24     | 24     | NQ     | 258    | 24.              | [ 44 ] |

M – Wyścig medalowy